# Орден Имперской службы
Орден Имперской службы (англ. Imperial Service Order) был учреждён королём Эдуардом VII в августе 1902. Им награждали административный и религиозный персонал Гражданской службы в Британской империи за долгую и добродетельную службу. Обычно нужно было прослужить двадцать пять лет, чтобы стать кандидатом, но срок мог быть сокращён до шестнадцати лет для служивших в антисанитарных местностях. К награде могли быть представлены и мужчины, и женщины. Награждённые могли ставить после имени буквы 'ISO'.
Знаком ордена имперской службы была восьмивершинная серебряная звезда, верхний луч которой прикрывает корона; золотой центральный медальон носил вензель правившего монарха, окружённый легендой «За верную службу» (англ. For Faithful Service). Это было заменено пунцовой лентой с синей центральной полосой.
Знак ордена для женщин имел такой же медальон, окружённый серебряным лавровым венком с короной сверху. Лента ордена красная с синей полосой по центру.
Не руководившие гражданские служащие после двадцати пяти лет службы были кандидатами на получение медали Имперской службы по отставке. Медаль была круглой серебряной с изображением правившего монарха на одной стороне, с образом обнажённого мужчины, отдыхающего после работы, и надписью «За верную службу» — на другой стороне. Лента такая же, как у ордена.
Во время реформы Британской системы наград в 1993 британское правительство решило не награждать более Орденом Имперской службы; медалью Имперской службы, однако, всё ещё награждают. Кроме того, различные правительства стран Содружества продолжают представлять кандидатов к ордену и медали.